# Magnússon
Magnússon ist ein isländischer Name.

## Herkunft und Bedeutung
Magnússon ist ein Patronym und bedeutet Sohn des Magnús. Die weibliche Entsprechung ist Magnúsdóttir (Tochter des Magnús). 

## Namensträger
- Árni Magnússon (1663–1730), isländischer Gelehrter
- Baldvin Magnússon (* 1999), isländischer Leichtathlet
- Björn Magnússon Ólsen (1850–1919), isländischer Philologe
- Eiríkr Magnússon (1833–1913), isländischer Linguist
- Finnur Magnússon (1781–1847), isländischer Philologe und Archivar
- Gísli Magnússon (Polizeichef) (auch Vísi-Gísli; 1621–1696), isländischer Jurist, Polizeichef und Naturwissenschaftler
- Gísli Magnússon (Bischof) (1712–1779), Bischof von Hólar
- Gísli Magnússon (Politiker) (1816–1878), isländischer Politiker
- Guðmundur Magnússon, bekannt als Jón Trausti (1873–1918), isländischer Schriftsteller
- Gylfi Magnússon (* 1966), isländischer Wirtschaftswissenschaftler
- Hákon Magnússon (* 2003), isländischer Eishockeyspieler
- Hörður Björgvin Magnússon (* 1993), isländischer Fußballspieler
- Jón Magnússon (1859–1926), isländischer Politiker
- Jón Magnússon (Theologe) (um 1610–1696), isländischer Theologe und Autor
- Jón Magnússon (Handballspieler) (* 1948), isländischer Handballspieler
- Jón Arnar Magnússon (* 1969), isländischer Zehnkämpfer
- Jónas Breki Magnússon (* 1980), isländischer Eishockeyspieler
- Katrín Magnússon (1858–1932), isländische Frauenrechtlerin und Politikerin
- Kristinn Magnússon (* 1981), isländischer Skirennläufer
- Magnús Magnússon (1929–2007), isländisch-britischer Schriftsteller und Moderator, siehe Magnus Magnusson (Schriftsteller)
- Magnús Ver Magnússon (* 1963), isländischer Gewichtheber und Kraftsportler
- Magnús Magnússon (Strongman), isländischer Kraftsportler
- Ólafur F. Magnússon (* 1952), isländischer Politiker, Bürgermeister von Reykjavík
- Ómar Ingi Magnússon (* 1997), isländischer Handballspieler
- Páll Magnússon (* 1954), isländischer Politiker und Journalist
- Sigurður Gylfi Magnússon (* 1957), isländischer Historiker
- Skúli Magnússon (1711–1794), isländischer Landvogt